# グレン・ロビンソン3世
グレン・アラン・ロビンソン3世  (Glenn Alan Robinson III 1994年1月8日 - )は、アメリカ合衆国インディアナ州ゲーリー出身のプロバスケットボール選手。
一般的には父親と同じ『グレン・ロビンソン』と表記されている。

## 来歴
ミシガン大学でティム・ハーダウェイ・ジュニア、トレイ・バーク、ニック・スタウスカスなどと共に主力選手として活躍し、2年間同大学でプレーした後に2014年のNBAドラフトにアーリーエントリーを表明。しかし、ロビンソンに対する評価は思いの外低く、40位でミネソタ・ティンバーウルブズから指名されることになった。

更にロビンソンに試練が訪れる。2014年8月、ウルブズはクリーブランド・キャバリアーズ、フィラデルフィア・76ersを相手に三角トレードを敢行。それまでのエースだったケビン・ラブをキャブスに放出し、同年のドラフトで全体1位指名を受けたアンドリュー・ウィギンスを獲得。ロビンソンはポジションが重なるウィギンスに太刀打ちすることが出来ず、シーズン通してベンチに座る時間が殆どとなり、2015年3月7日にウルブズを解雇。2日後にフィラデルフィア・76ersと契約し、残りシーズンを過ごした。

2015年7月26日、インディアナ・ペイサーズと3年契約を結んだ。2017年NBAオールスターゲーム前夜祭のNBAスラムダンクコンテストにおいて、ロビンソンは見事に優勝を果たした。

## その他
父は元NBA選手のグレン・ロビンソンで、1994年のNBAドラフト全体1位指名選手である。父は指名先のミルウォーキー・バックスで2002年までプレーした後、各チームを転々とする現役生活を送ったが、2005年にはサンアントニオ・スパーズでNBAチャンピオンを経験している。